# Sophie Bothilde Jensen
Sophie Bothilde Jensen (19. marts 1912 i Flensborg - 21. juli 2007 sst.) var en dansk-sydslesvigsk maler.
Sophie Bothilde Jensen er født i Flensborg, hvor hun i årene 1930 il 1932 tog en uddannelse i tekstilkunst på byens kunsthåndværkerskole. Efter endt uddannelse tog hun til München for at videreuddanne sig på akademie for brugskunst. Efter fem år vendte hun 1937 tilbage til sin hjemby Flensborg og virkede som lærer på en af byens tyske gymnasier (Auguste Victoria Schule). To år senere fortsætte hun studierne på kunstakademiet i München, hvor hun sepcialiserede sig i freskomaleriet hos professor Klemmers. Under krigen måtte hun arbejde som teknisk tegner hos det tyske militær. Efter et studieophold i Skt. Peter Ording på Ejdersted i 1946 kom Jensen 1947 til København, hvor hun blev elev hos den professor Aksel Jørgensen på kunstakademiet. I 1952 debuterede hun på Kunstnernes Efterårsudstilling, året efter afsluttede hun sin uddannelse med sølvmedalje. 1954 vendte hun tilbage til Flensborg, hvor hun arbejdede som selvstændig kunstner. I løbet af få år blev hun to gange syg med lungetuberkulose. Senere arbejdede hun som teknisk tegner på delstatens byggeteknisk kontor. Hun foretog flere studierejser til Frankrig; andre rejser førte hende til blandt andet Iran, Marokko og Norge.